# Пуэрто-Легисамо
Пуэрто-Легисамо (исп. Puerto Leguízamo) — город и муниципалитет на юге Колумбии, на территории департамента Путумайо.

## История
Поселение, из которого позднее вырос город, было основано в 1920 году и первоначально называлось Каукая (исп. Caucaya). Муниципалитет Пуэрто-Легисамо был выделен в отдельную административную единицу 22 января 1958 года.

## Географическое положение

Муниципалитет Пуэрто-Легисамо

Город расположен в восточной части департамента, в пределах Амазонского природно-территориального комплекса, на левом берегу реки Путумайо, на расстоянии приблизительно 254 километров к юго-востоку от города Мокоа, административного центра департамента. Абсолютная высота — 189 метров над уровнем моря.
Муниципалитет Пуэрто-Легисамо граничит на северо-западе с территорией муниципалитета Пуэрто-Асис, на севере — с муниципалитетом Пуэрто-Гусман, на юго-востоке — с территорией департамента Какета, на востоке — с территорией департамента Амасонас, на юго-востоке — с территорией Перу, на юго-востоке — с территорией Эквадора. Площадь муниципалитета составляет 11 640 км².

## Население
По данным Национального административного департамента статистики Колумбии, совокупная численность населения города и муниципалитета в 2024 году составляла 32 718 человек.
Динамика численности населения муниципалитета по годам:
| 2005   | 2010   | 2015   | 2020   | 2021   | 2022   | 2023   | 2024   |
| ------ | ------ | ------ | ------ | ------ | ------ | ------ | ------ |
| 16 044 | 15 670 | 15 445 | 30 369 | 31 159 | 31 664 | 32 274 | 32 718 |

## Экономика
Большинство трудоспособного населения занято в сельском хозяйстве.